# Катран японський
Катран японський (Squalus japonicus) — акула з роду Катран родини Катранові.

## Опис
Загальна довжина досягає 91 см. Голова середнього розміру. Морда відносно велика, широка, кутаста. Очі відносно великі, овальні. Відстань від кінчика морди до очей у 2 рази більше за довжину ока. На верхній губі присутні борозни. Рот невеликий. Зуби однакові на обох щелепах. Вони з 1 верхівками, з помірно широкими коріннями, боковим нахилом до кутів рота. У неї 5 пар зябрових щілин. Відстань від ока до першої зябрової щілини менша, ніж від кінчика морди до ока. Тулуб стрункий, обтічний. Грудні плавці широкі, задні краї трохи увігнуті, кінчики вузькозакруглені. Має 2 спинних плавця з високими й великими шипами. Висота переднього спинного плавця дорівнює 2/3 основи плавця. Задній спинний плавець значно менше переднього. Хвостовий плавець вузький, довгий, веслоподібний, з розвиненішою верхньою лопаттю. Анальний плавець відсутній.
Забарвлення спини сіро-коричневе, черево має попільно-білий колір. Спинні плавці наділені білими краями, хвостовий плавець зі світлою задньою облямівкою.

## Спосіб життя
Тримається на глибині 150–300 м, на континентальному шельфі й острівних полицях. Полює на здобич біля дна. Живиться дрібною костистою рибою, головоногими молюсками, ракоподібними, морськими червами.
Статева зрілість настає при розмірі 79 см (самці у віці 5 років, самиці — 7-9 років). Це яйцеживородна акула. Вагітність триває 11-12 місяців. Самиця народжує від 2 до 8 акуленят завдовжки 23-24 см.
Тривалість життя досягає 12-15 років.

## Розповсюдження
Мешкає біля японських островів Хонсю, Кюсю, Сікоку, Корейського півострова, Китаю, Тайваню, Філіппін, зокрема у Східно-Китайському та Арафурському морях.